# S-togskollision Hundige
S-tog kollideret ved Hundige station
Den 6. januar 1986 kl. 22:36 holdt tog 10266 for "stop" foran Hundige Station, idet den udløste togvej ikke kunne komme til udførelse på grund af manglende kontrol på et sporskifte. Tog 40266 der fulgte umiddelbart efter tog 10266 fik efter passagen af Ishøj T HKT-information om 90 km/t. I næste afsnit modtog toget information om 50 km/t, hvorfor lokomotivføreren indledte en fuldbremsning. Da denne viste sig at være utilstrækkelig iværksatte HKT-anlægget en nødbremsning. Da denne heller ikke var tilstrækkelig kolliderede 40266 med bagenden af det holdende 10266. Ved kollisionen kom 9 passagerer lettere til skade.
DSB's havarigruppe konkluderede ifølge en senere pressemeddelelse, at is og sne i bremsesystemet var årsag til kollisionen. Bremsevirkningen var nedsat på grund af sne mellem bremseskiver og bremsebakker (men bremsesystemet fungerede altså). Havarigruppen kunne ikke fastslå om uheldet kunne være undgået, hvis lokomotivføreren havde trukket bremsen an under kørsel mellem Sjælør og Ishøj, som det var foreskrevet i betjeningsvejledningen.
|  | Denne artikel kan blive bedre, hvis der indsættes geografiske koordinater Denne artikel omhandler et emne, som har en geografisk lokation. Du kan hjælpe ved at indsætte koordinater i wikidata. |